# Lestes temporalis
Lestes temporalis là loài chuồn chuồn trong họ Lestidae. Loài này được Selys mô tả khoa học đầu tiên năm 1883.

## Hình ảnh

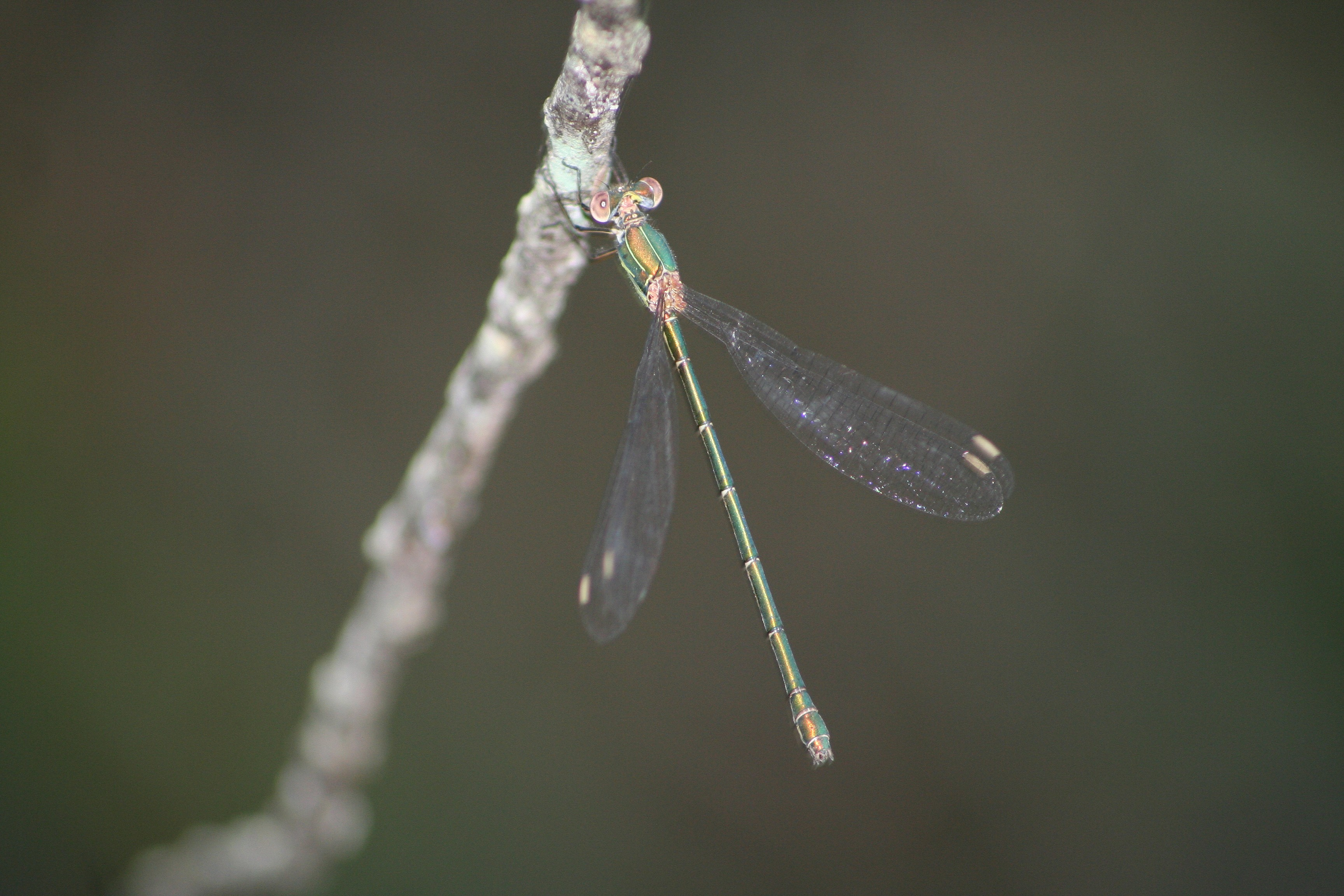
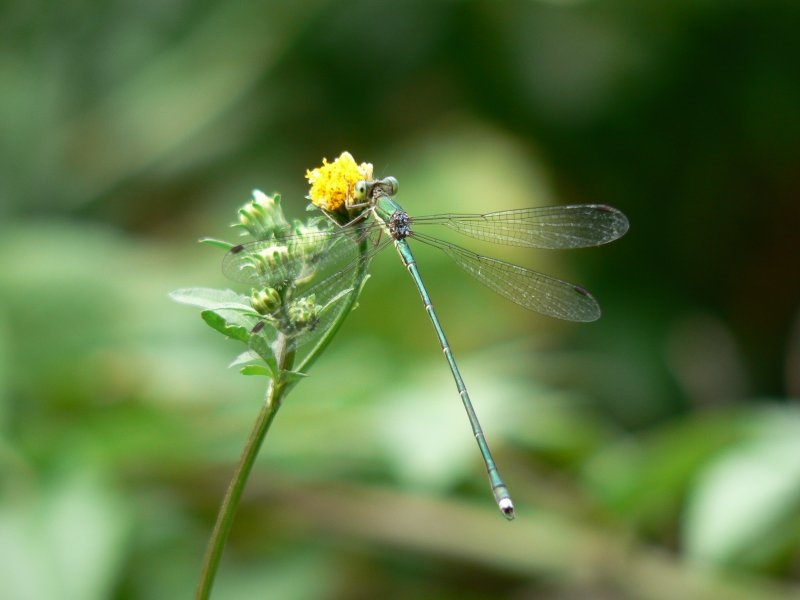
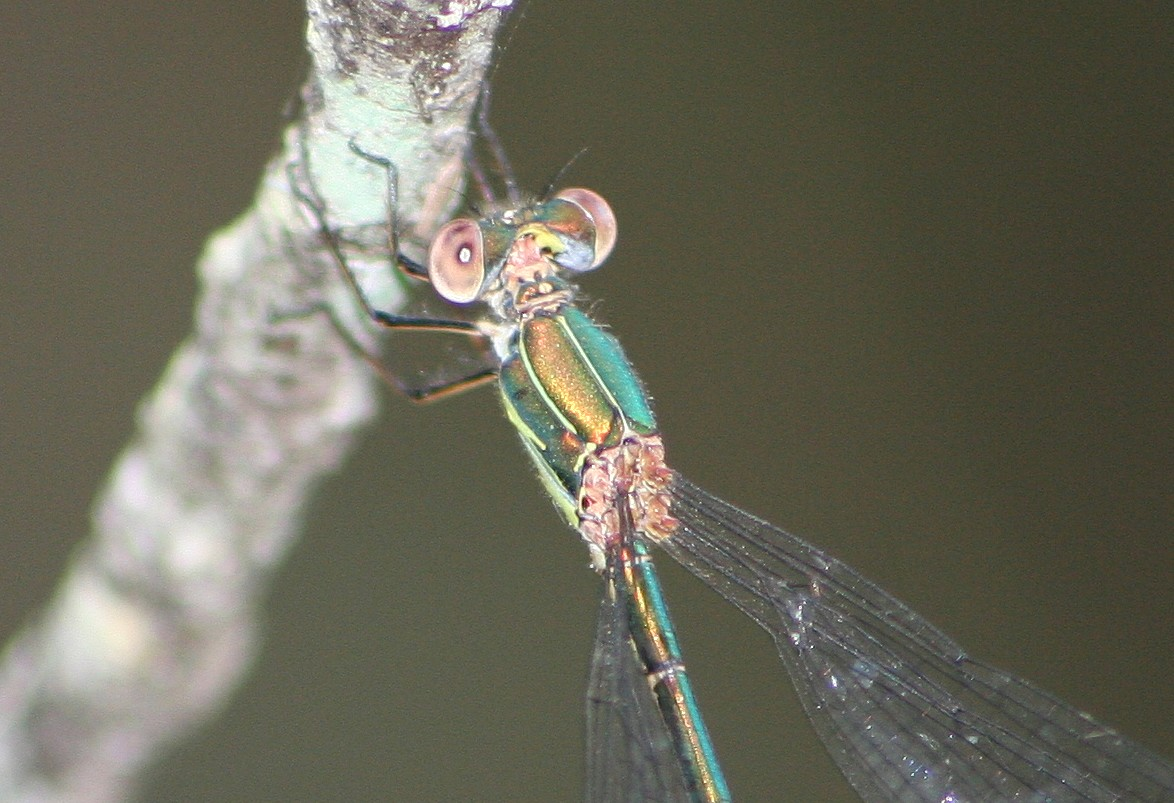
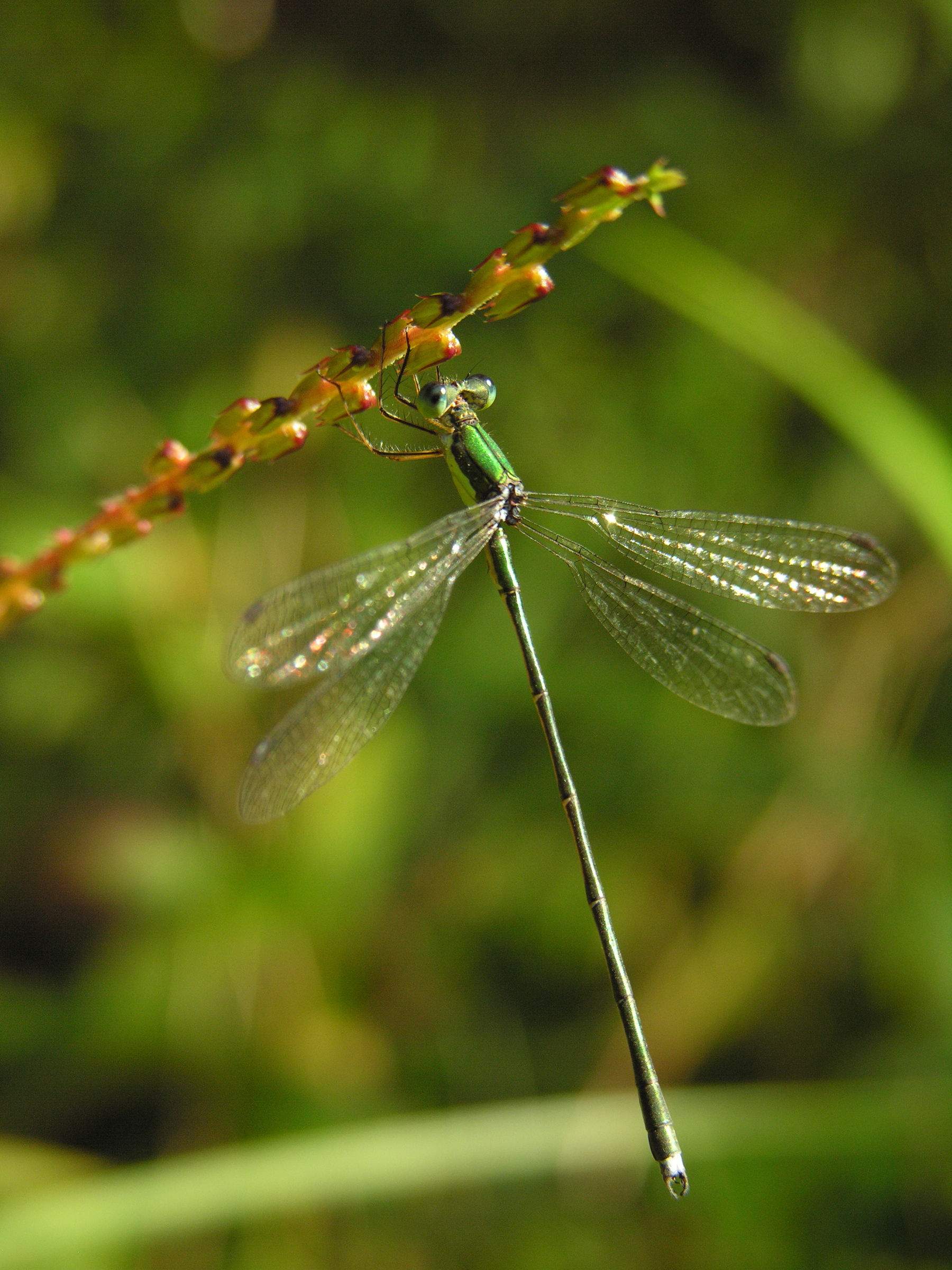